# (31571) 1999 FY20
(31571) 1999 FY20 est un astéroïde de la ceinture principale d'astéroïdes découvert en 1999.

## Description
(31571) 1999 FY20 a été découvert le 25 mars 1999 à l'observatoire Kleť, en République tchèque, en Bohême-du-Sud, par l'Observatoire Kleť.

### Caractéristiques orbitales
L'orbite de cet astéroïde est caractérisée par un demi-grand axe de 2,58 ua, un périhélie de 2,49 ua, une excentricité de 0,04 et une inclinaison de 3,44° par rapport à l'écliptique. Du fait de ces caractéristiques, à savoir un demi-grand axe compris entre 2 et 3,2 ua et un périhélie supérieur à 1,666 ua, il est classé, selon la JPL Small-Body Database, comme objet de la ceinture principale d'astéroïdes.

### Caractéristiques physiques
(31571) 1999 FY20 a une magnitude absolue (H) de 15,1 et un albédo estimé à 0,071.